# Горст, Елизавета Владимировна
Елизавета Владимировна Горст (род. 19 июня 1981 год, Москва) — российская фехтовальщица, чемпионка России (2001), двукратная чемпионка Европы (2000, 2002), чемпионка мира (2001). Заслуженный мастер спорта России (2003).

## Биография
Елизавета Горст родилась 19 июня 1981 года. Фехтованием стала заниматься в 9 лет у первого тренера Анны Викторовны Иляскиной в СДЮШОР «Буревестник».
Первым тренером по фехтованию на саблях стал Вадим Владимирович Телегин, затем спортсменка занималась под руководством Анзора Исаковича Гагулашвили. С 1991 года по 2001 год Елизавета Горст выступала за «Буревестник». Одним из её тренеров был Игорь Григорьевич Пыльнов. 
В 1999 году Елизавета Горст заняла 2 место в командном турнире на первенстве Европы среди юниоров. В 2000 году на чемпионате Европы занимала 1 место в командном турнире, и 1 место в личном и командном турнирах на первенстве Европы среди юниоров. В 2001 году на чемпионате мира Елизавета Горст заняла 1 место в командном турнире по фехтованию на саблях, и 2 место в командном турнире на первенстве мира среди кадетов. С 2001 по 2008 год Елизавета Горст выступала за ЦСКА (Москва).
В 2002 году на чемпионате Европы Елизавета Горст стала победителем в командном турнире. Стала серебряным призёром зимнего чемпионата России в 2003 году, завоевала бронзовую медаль на чемпионате России в 2005 году.
После завершения спортивной карьеры Елизавета Горст работает тренером Москомспорта.

## Награды
Медаль ордена «За заслуги перед Отечеством» II степени